# Антісую

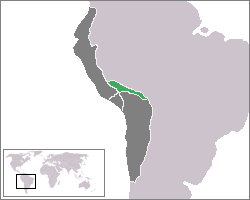
Антісую

13°09′16″ пд. ш. 72°31′31″ зх. д. / 13.154452908537° пд. ш. 72.525323187688° зх. д.
Антісую (Anti Šuyu) — одна з найменших частин-чвертів (сую) імперії інків Тауантінсую. Час утворення невідомий. Назва переводиться як «Протилежна область». Символом Антісую був зелений колір. Складалася з 10 уамані (провінцій).

## Опис
Розташовувалася на північний схід від столиці інків — Куско. Її територія включала землі, що частково сьогодні належать Перу, Болії та Аргентини. Основний масив належать до передгір'їв Анд, а також частково — до джунглів Амазонки. Тут розташовувалися потужні фортеці та таємні міста володарів інкської імперії. Тут було розвинено скотарство, обробка металів та іригаційне землеробство, зокрема було великим центром вирощування коки.
По території проходять річки Урубамба та Мадре-де-Дьйос (інки називали її Амарумайо). На території розташовувалися відомі міста: Мачу-Пікчу, Ольянтайтамбо, Коріуайрачина.
В часи спротиву іспанським загарбникам з боку володарів Вількабамби у 1533–1572 роках Антісую було однією з важливіших баз інків.

## В літературі
В Антісую відбуваються події відомої інкської п'яси Апу-Ольянтай.

## Уамані Антісую
- Кампа
- Чунчу
- Куніба
- Ларе
- Мачіуенга
- Умасую
- Паукарттамбо
- Піра
- Шіпіба
- Вількабамба